# Neomuscina tauota
Neomuscina tauota är en tvåvingeart som beskrevs av Guilherme A.M.Lopes 1984. Neomuscina tauota ingår i släktet Neomuscina och familjen husflugor.
Artens utbredningsområde är Kuba. Inga underarter finns listade i Catalogue of Life.